# گراهام پارکر
گراهام پارکر (به روسی: Polina Gagarina) (زاده ۱۸ نوامبر ۱۹۵۰) یک خوانندهٔ انگلیسی است.
او در فیلم این است ۴۰ بازی کرد.